# Tivela lamyi
Tivela lamyi is een tweekleppigensoort uit de familie van de Veneridae. De wetenschappelijke naam van de soort is voor het eerst geldig gepubliceerd in 1929 door Dautzenberg.